# مايك غوميز
مايك غوميز (بالإنجليزية: Mike Gomez)‏ مواليد 18 مارس 1951 في دالاس، هو ممثل أمريكي بدأ مسيرته الفنية سنة 1979. من أبرز الأعمال التي شارك فيها ليباوسكي الكبير وستار تريك: الجيل التالي.

## الأعمال
- الخادمات المخادعات
- عقول إجرامية
- بونز
- ربات بيوت يائسات
- هانتر
- جوال تكساس ووكر
- ليباوسكي الكبير
- الملفات الغامضة
- ستار تريك: الجيل التالي
- ميلاجرو
- حسرة ريدج
- الشمال

## روابط خارجية
- مايك غوميز على موقع IMDb (الإنجليزية)
- مايك غوميز على موقع قاعدة بيانات برودواي على الإنترنت (الإنجليزية)
- مايك غوميز على موقع قاعدة بيانات الفيلم (الإنجليزية)